# Deutsches Röntgen-Museum

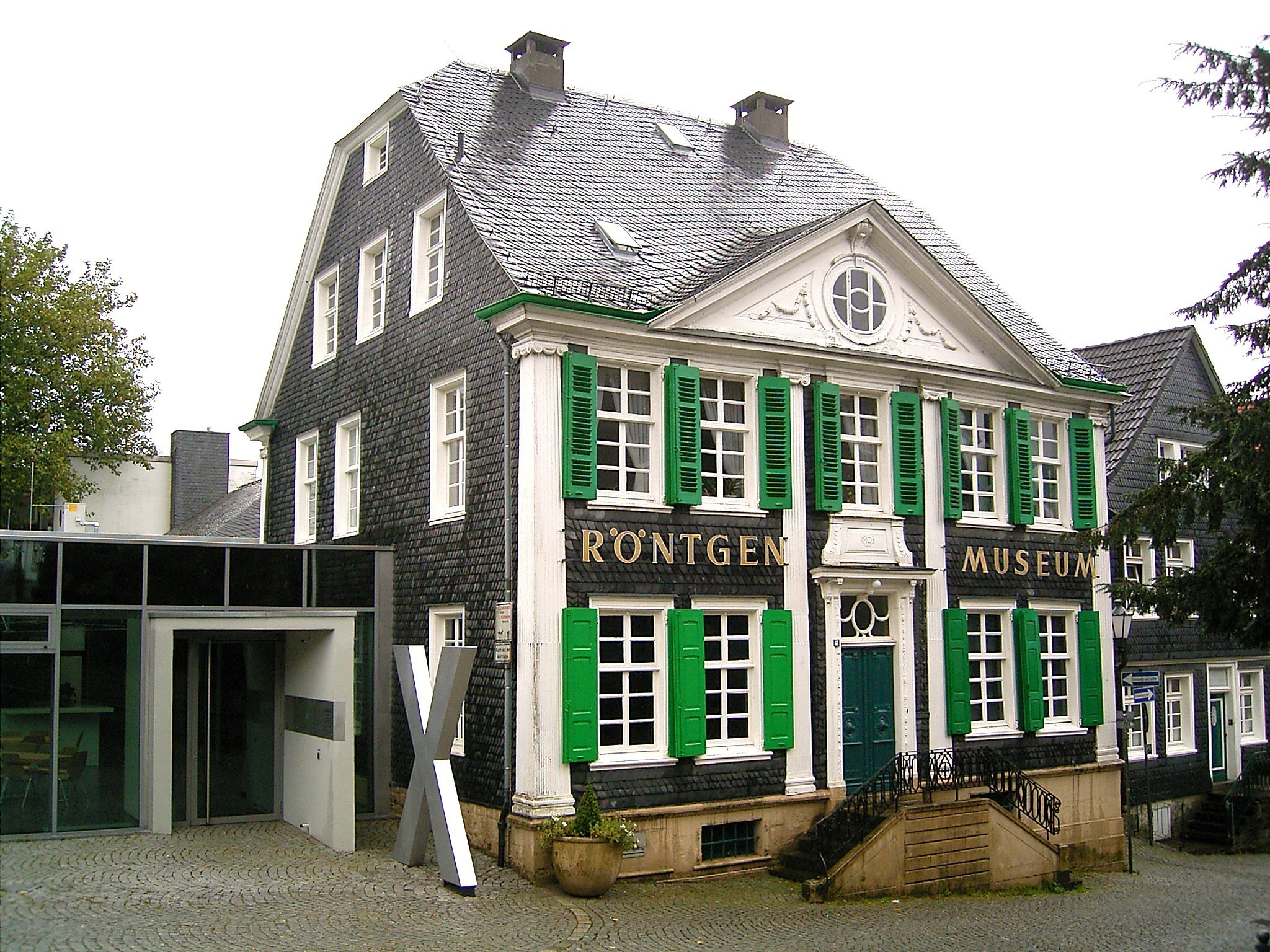
Patrizierhaus mit dem Eingang ins Museum links daneben

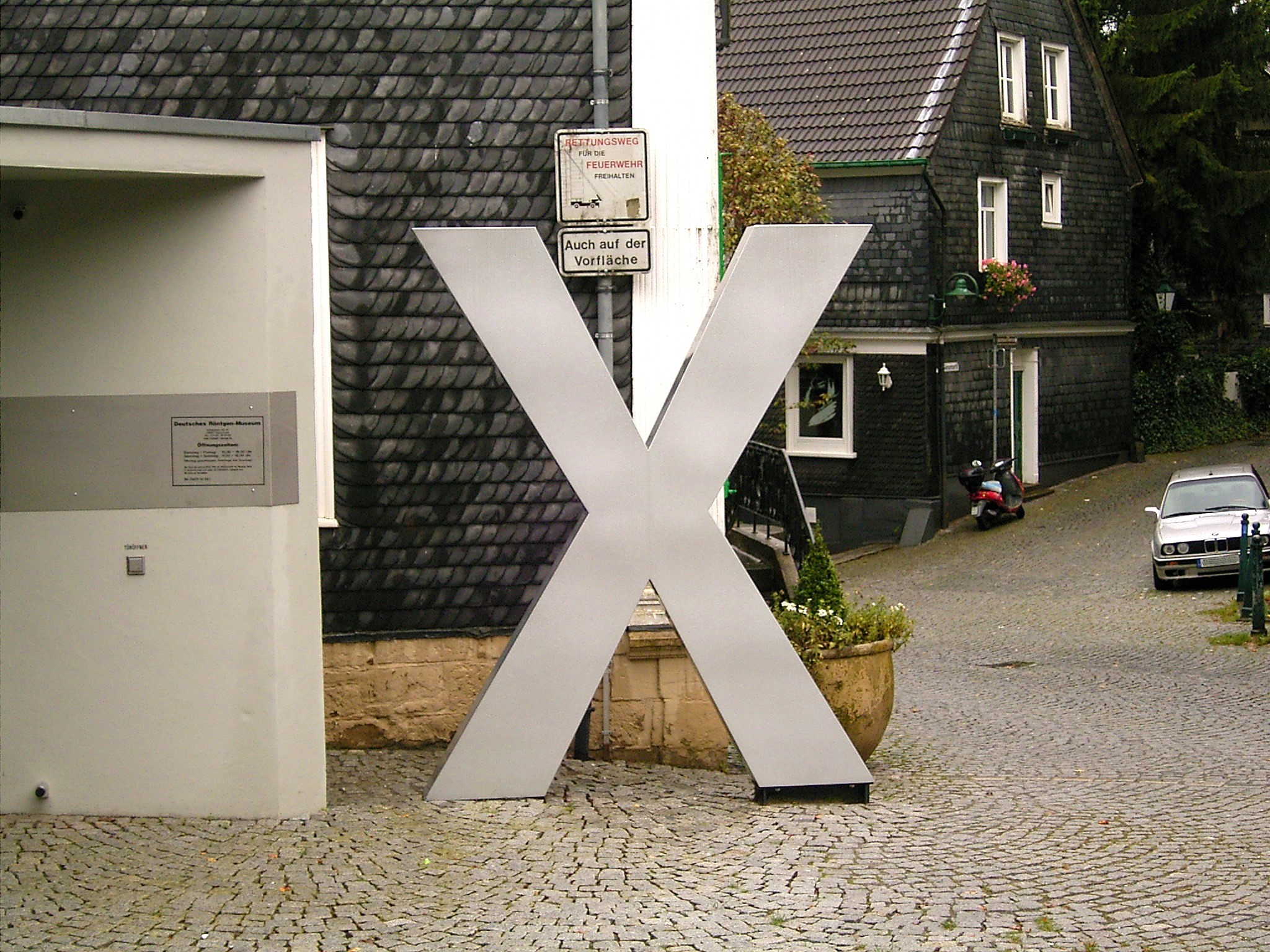

Das Deutsche Röntgen-Museum ist ein Museum im Remscheider Stadtteil Lennep, dem Geburtsort des Physikers Wilhelm Conrad Röntgen, der 1895 die Röntgenstrahlung entdeckte. Es befindet sich in der Trägerschaft der Stadt Remscheid.

## Lage und Gebäude
Das Museum befindet sich am Rand der historischen Lenneper Altstadt in einem um mehrere große Anbauten erweiterten altbergischen Patrizierhaus an der Schwelmer Straße 41, nur wenige hundert Meter entfernt vom Geburtshaus Röntgens am Gänsemarkt 1.
Im Rahmen der Regionale 2006 wurde das Röntgen-Museum umgebaut. Die Eröffnung des ersten Bauabschnitts erfolgte Ende März 2007; mit der Eröffnung einer großen Ausstellungsfläche zu moderner Bildgebung in der Medizin im Sommer 2022 wurde der Umbau abgeschlossen.
Zum Museumsbereich gehört auch ein Museums-Shop und Besucher können im Eingangsbereich an einigen Tischen Kaffee trinken.

## Sammlung und Ausstellung
Auf 2100 m² Fläche wird dem Besucher ein historischer und fachlicher Überblick über das Schaffen Röntgens vermittelt. Dabei ist auch der Keller des Patrizierhauses begehbar. Im Anbau werden weitere bildgebende Technologien auf zwei Etagen dargestellt.
Zur Sammlung des Museums gehören 155.000 Objekte, darunter Geräte und Apparate aus einer Zeitspanne von 100 Jahren zur Anwendung dieser Strahlen sowie persönliche Dinge des Nobelpreisträgers. Zu sehen ist auch der Versuchsaufbau, mit dem Röntgen seinerzeit die Entdeckung der nach ihm benannten Strahlung gelang. Ausgestellt ist auch eine Gläserne Frau. Im angeschlossenen Museumslabor RöLab können Schulklassen und andere interessierte Gruppen verschiedene Experimentworkshops besuchen.
In der Sammlung des Museums befinden sich 220 Röntgenbilder, die Röntgen und seine Frau Anna Bertha zur Dokumentation seiner wissenschaftlichen Forschungen selbst angefertigt haben. Drei davon aus den Jahren 1895 und 1896, sowie drei weitere Röntgenbilder seines Jagdgewehrs mit einer Bewertung der Schäden im Material, wurden im April 2025 von der UNESCO in ihre Liste des Weltdokumentenerbes aufgenommen, da sie die beiden wichtigen Anwendungsbereiche der Radiographie, nämlich die Medizin und die Materialwissenschaften, in besonderer Weise repräsentieren.

## Besucherzahlen
Das Röntgen-Museum wurde 2023 von rund 15.000 Gästen besucht. Jedes Jahr finden ungefähr 300 wissenschaftliche Führungen durch das Museum statt.